# De origine linguae Latinae
Il De origine linguae Latinae ad Cn. Pompeium Magnum libri III, o più semplicemente De origine linguae Latinae (in italiano: L'origine della lingua latina) è un'opera di Marco Terenzio Varrone in tre libri, dedicata a Gneo Pompeo Magno e appartenente al gruppo di studi storico-letterari e filologici dell'erudito reatino Di essa rimangono solamente tre frammenti.
Varrone trattò il problema dell'origine della lingua. La data di composizione è dubbia: non si sa infatti se l'opera sia anteriore o posteriore al De lingua Latina.

## Frammenti
(Fr 106 Wilmanns)
(Fr. 107 Wilmanns)